# Walter Jackson Bate
Pour les articles homonymes, voir Bate.
Walter Jackson Bate, né le 23 mai 1918 à Mankato et mort le 26 juillet 1999 à Boston, est un historien, biographe, professeur et critique littéraire américain.
Il est surtout connu pour ses biographies de John Keats et de Samuel Johnson.
Il est professeur à l'université Harvard et membre de l'Académie américaine des arts et des sciences.
Il a reçu deux prix Pulitzer de la biographie ou de l'autobiographie.